# Сладж-метал
Сладж-метал (англ. sludge metal), также известный как сладж-дум (англ. sludge doom) или просто сладж (англ. sludge) — экстремальный жанр музыки, комбинирующий элементы дум-метала и хардкор-панка. Он обычно характеризуется медленным темпом, пониженным строем гитар и нигилистическими текстами, в которых обсуждаются темы бедности, наркомании и загрязнения окружающей среды.
Звучание сладж-метала берет свое начало в калифорнийских хардкор-панк-группах начала-середины 1980-х, таких как Black Flag, Flipper и Fang, которые начали замедлять темп и поддаваться влиянию Black Sabbath. К концу десятилетия это звучание было расширено группой Melvins и группами, на которые они оказали влияние как на гранж-сцене Сиэтла, так и в Луизиане, такими как Eyehategod, Crowbar и Acid Bath. В 1990-х и 2000-х годах звучание сладжа стало разнообразнее: такие группы, как Neurosis, Isis, Pelican и Cult of Luna, стали первопроходцами постметала, в то время как Mastodon, Kylesa, Baroness и Torche соединили этот жанр с прогом, психоделией и стоунером.

## Характеристика
Сладж-метал объединяет медленный темп, тяжелый ритм и тёмную, пессимистическую атмосферу дум-метала, с агрессией, кричащим вокалом и случайными быстрыми темпами хардкор-панка. Бен Рэтлифф в The New York Times сообщает следующее: «Условным обозначением для вида рок-музыки, происходящего от ранних Black Sabbath и поздних Black Flag, является сладж (англ. sludge — осадок), потому что он настолько медленный и плотный». Согласно Metal Hammer, сладж-метал «порождён в результате беспорядочного смешения мрачного метала Black Sabbath, мучительного хардкора Black Flag и грайнда ранних Swans, взбодрённого обилием дешевого виски и плохих фармацевтических препаратов». Многие сладж-группы сочиняют медленные песни, содержащие короткие фрагменты хардкора (например "Depress" и "My Name Is God" группы Eyehategod). Майк Уильямс, основатель стиля сладж и участник Eyehategod, предполагает, что «прозвище сладж, по-видимому, имеет отношение к медлительности, грязи, скверности и общему чувству декаданса, который передают мелодии». Тем не менее, некоторые группы подчеркивают быстрые темпы во всей своей музыке. Струнные инструменты (электрогитара и бас-гитара) находятся на пониженном строе, сильно искажены и часто воспроизводятся с большим количеством обратной связи, что создаёт плотное и одновременно абразивное звучание. Кроме того, гитарные соло часто отсутствуют. Барабанные партии по стилистке схожи с дум-металом. Барабанщики могут применять ди-бит или двойную педаль во время более быстрых проходов или продолжительных брейкдаунов (характерных для сладжа). Вокал обычно кричащий или скриминг. Тексты песен в целом пессимистичны. Страдания, злоупотребление наркотиками, гнев к обществу — общие лирические темы.
Многие южноамериканские сладж-метал-группы включают элементы сатерн-рока. Есть некоторые разногласия относительно того, относится ли сладж-метал только к стилю, происходящему из Нового Орлеана, и, в более широком смысле, из американского Юга, или к «тотальному объединению сцен и отдельных лиц во всем мире, на которых повлияли Black Flag / Black Sabbath». Так называемые «атмосферные» группы сладжа применяют более экспериментальный подход и производят музыку с атмосферой эмбиента, уменьшенной агрессией и философской лирикой. Наличие сходств между сладжем и стоунером часто приводит к возникновению сплава этих стилей, однако сладж обычно исключает психоделические элементы стоунера.

## История
С момента своего зарождения в конце 1970-х годов звучание хардкор-панка в первую очередь определялось его высокими темпами. Однако к началу-середине 1980-х годов ряд групп, в частности калифорнийские Black Flag, Fang и Flipper, начали играть в более медленном темпе, что вызывало неприязнь у многих на сцене. Уже в 1982 году группа Flipper в альбоме Album – Generic Flipper использовала скорбные мелодии, низкие темпы и продолжительные песни, например, «(I Saw You) Shine», создав то, что писатель Гарри Сворд в своей книге «Monolithic Undertow In Search of Sonic Oblivion» назвал «зарождением сладж-метала». Кроме того, лос-анджелесская группа Saint Vitus, одна из ведущих групп в только зарождающемся жанре дум-метал, выпустила свой одноимённый дебютный альбом на лейбле SST Records в 1984 году. Заглавный трек альбома объединил в себе привычный для группы стиль дум-метала с элементами панка, создав среднетемповый хардкор-трек, который писатель Дж. Дж. Ансельми описал как «первую песню в стиле сладж-метал на пластинке». Однако именно три трека на Би-сайде альбома My War (1984) группы Black Flag, в которых чувствуется влияние Black Sabbath, считаются началом жанра сладж-метал.
Влияние My War на раннем этапе особенно сильно проявилось на бурно развивающейся гранж-сцене Сиэтла, штат Вашингтон, вдохновив некоторые из её ранних групп, таких как 10 Minute Warning и The U-Men. Группа Melvins, образованная в Монтесано, штат Вашингтон, в 1983 году, была одной из самых известных групп на сцене, впитавших влияние как My War, так и Album – Generic Flipper. Такие издания, как Revolver, впоследствии описали их как группу, «изобретшую сладж». Начав свою карьеру с хардкора, группа перешла к «медленным и тяжёлым риффам» после посещения концерта Black Flag в Сиэтле в 1984 году, в результате чего сформировалась музыка, похожая на панихиду, которая вдохновила многие последующие сладж- и гранж-группы. Гранж-сцена стала самым коммерчески успешным периодом для сладжа, когда такие группы, как Soundgarden и Nirvana, добились широкого успеха в мейнстриме в начале 1990-х, играя музыку, которая объединяла этот жанр с альтернативным роком.
К 1990-м годам в Луизиане сформировалась одна из крупнейших и наиболее влиятельных сцен сладж-метала, с такими группами, как Acid Bath, Crowbar и Eyehategod. Eyehategod были одной из первых сладж-групп, образовавшихся в штате в то время, когда большинство местных групп играли быстро. Группа целенаправленно восстала против этого, используя влияние Black Sabbath и Black Flag как способ противостоять своим коллегам. В последующие годы Eyehategod стали одной из определяющих и самых влиятельных групп в этом жанре: их второй альбом Take as Needed for Pain (1993) вдохновил множество групп на создание или изменение звучания; а участники Eyehategod впоследствии стали частью других определяющих сладж-групп Нового Орлеана, включая Soilent Green, Crowbar и Down. В интервью журналу Decibel 2009 года вокалист группы Down Фил Ансельмо заявил: «В те дни всё в андеграунде было быстрым, быстрым, быстрым. Это было правилом дня... Но когда Melvins выпустили свой первый альбом Gluey Porch Treatments, он действительно сломал стереотипы, особенно в Новом Орлеане. Люди начали ценить более медленную игру».
Панк-сцена на улице Гилман-стрит, 924 в Беркли, Калифорния, создала значительную сцену сладж-метала в конце 1980-х и в 1990-х годах, куда входили Neurosis и Noothgrush. Переход Neurosis от хардкора к гудящему, эмбиентному и прогрессивному стилю сладж-метала помог им стать первопроходцами жанра постметал, к которому в последующие годы присоединились бостонская Isis и Cult of Luna из Умео. Примерно в то же время группа Dystopia из округа Ориндж, Калифорния, выпустила свой дебютный альбом Human = Garbage, в котором сладж-метал соединился с влияниями краст-панка и грайндкора, а бостонская Grief сделала то же самое с анархо-панком. В Соединенном Королевстве Fudge Tunnel и Iron Monkey были известными группами 1990-х годов, которые переняли влияние Melvins и зарождающегося звучания сладжа.
Группа Damad образовалась в 1991 году в Саванне, штат Джорджия, и выпустила два студийных альбома: Rise and Fall (1997) и Burning Cold (2000), в которых прослеживалось влияние как сладжа, так и грайндкора. Влияние Damad привело к развитию в Саванне известной сладж-метал сцены в 2000-х, в которую вошли Baroness, Black Tusk и Kylesa. Группы, находившиеся на этой сцене в равной степени под влиянием панка, металла и рока, привели к тому, что такие авторы, как Джей Джей Ансельми, стали ссылаться на «саваннское звучание». Прогрессивный подход Baroness к этому стилю, включающий элементы альтернативного рока, добился значительного коммерческого успеха в 2010-х. Mastodon из Атланты также объединили этот жанр с элементами прогрессива. Первые два альбома группы, Remission (2002) и Leviathan (2004), были отмечены Kerrang! как два самых важных альбома сладж-метала всех времен, однако по мере того, как группа прогрессировала, они все больше были обязаны прогрессивному металлу и меньше сладжу.

## Представители
Журнал Metal Hammer опубликовал список из 10 самых важных альбомов сладж-метала:
- Melvins — Gluey Porch Treatments (1987)
- Eyehategod — Take as Needed for Pain (1993)
- Grief — Come To Grief (1994)
- Down — NOLA (1995)
- Neurosis — Through Silver In Blood (1996)
- Iron Monkey — Our Problem (1998)
- Crowbar — Odd Fellows Rest (1998)
- Burning Witch — Crippled Lucifer (1998)
- Corrupted — Llenandose De Gusanos (1999)
- High on Fire — Blessed Black Wings (2005)